# Abaxitrella
Abaxitrella là một chi dế mèn thuộc phân họ Podoscirtinae và tông Podoscirtini. Các loài thuộc chi Abaxitrella được tìm thấy ở đông nam Trung Quốc và Việt Nam.

## Loài
Có hai loài được xếp vào chi Abaxitrella:
- Abaxitrella hieroglyphica (Gorochov, 2002) - loài điển hình
- Abaxitrella uncinata Ma & Gorochov, 2015